# 阿爾卡拉馬山脈

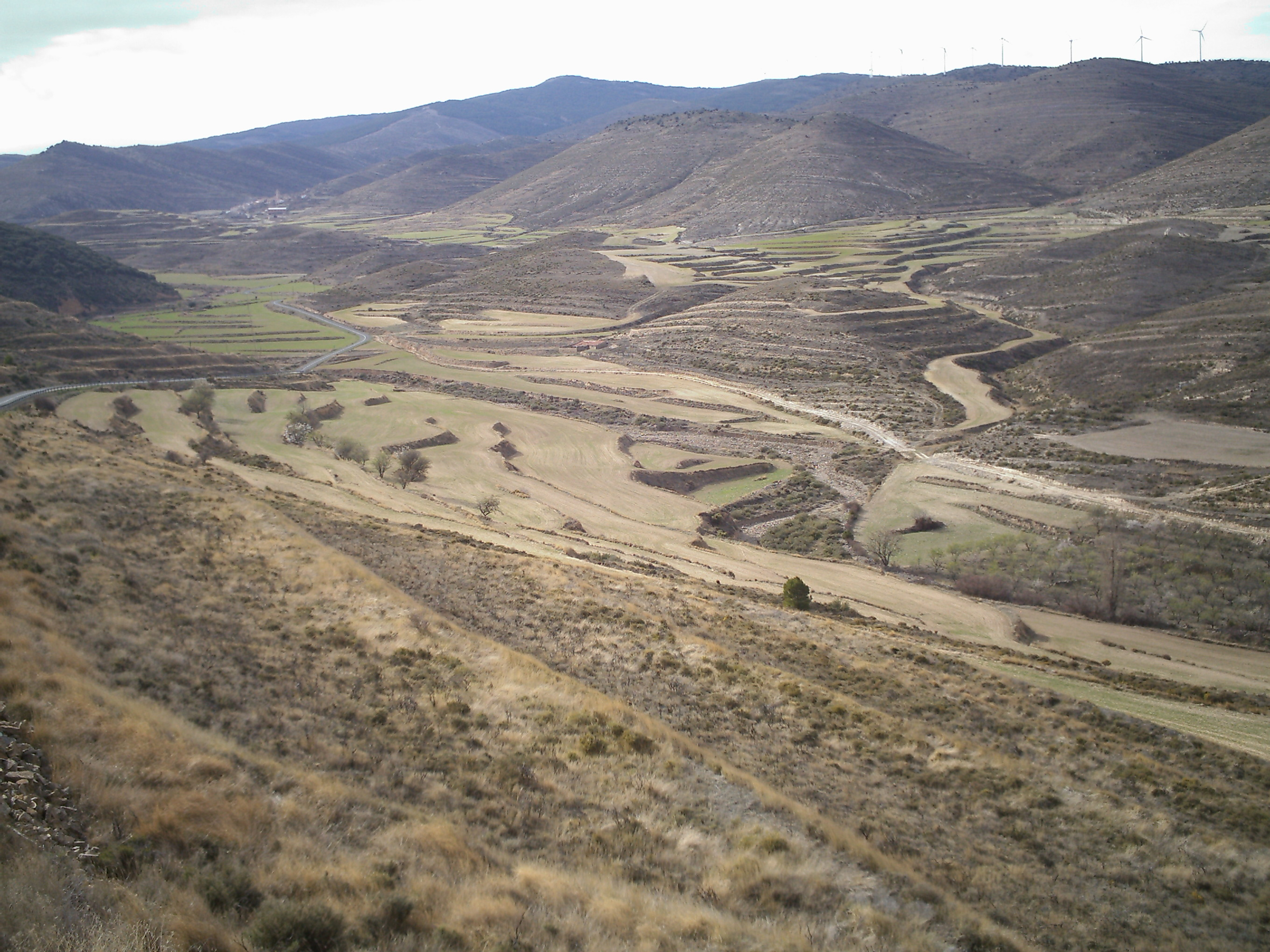

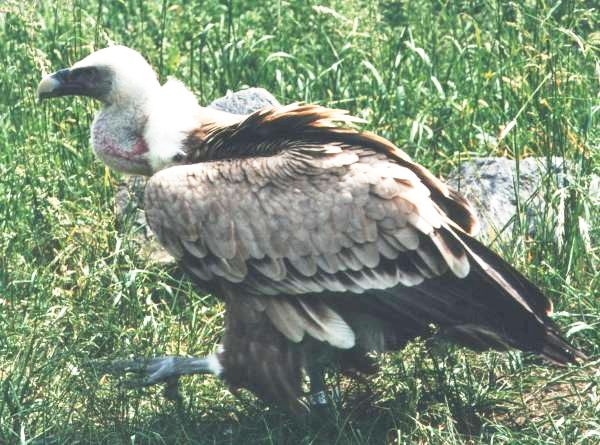

阿爾卡拉馬山脈（西班牙語：Sierra de Alcarama），是西班牙的山脈，位於該國中部卡斯蒂利亞-萊昂自治區的索里亞省，屬於伊比利亞山脈的一部分，最高點海拔高度1,531米。